# 芒果冰

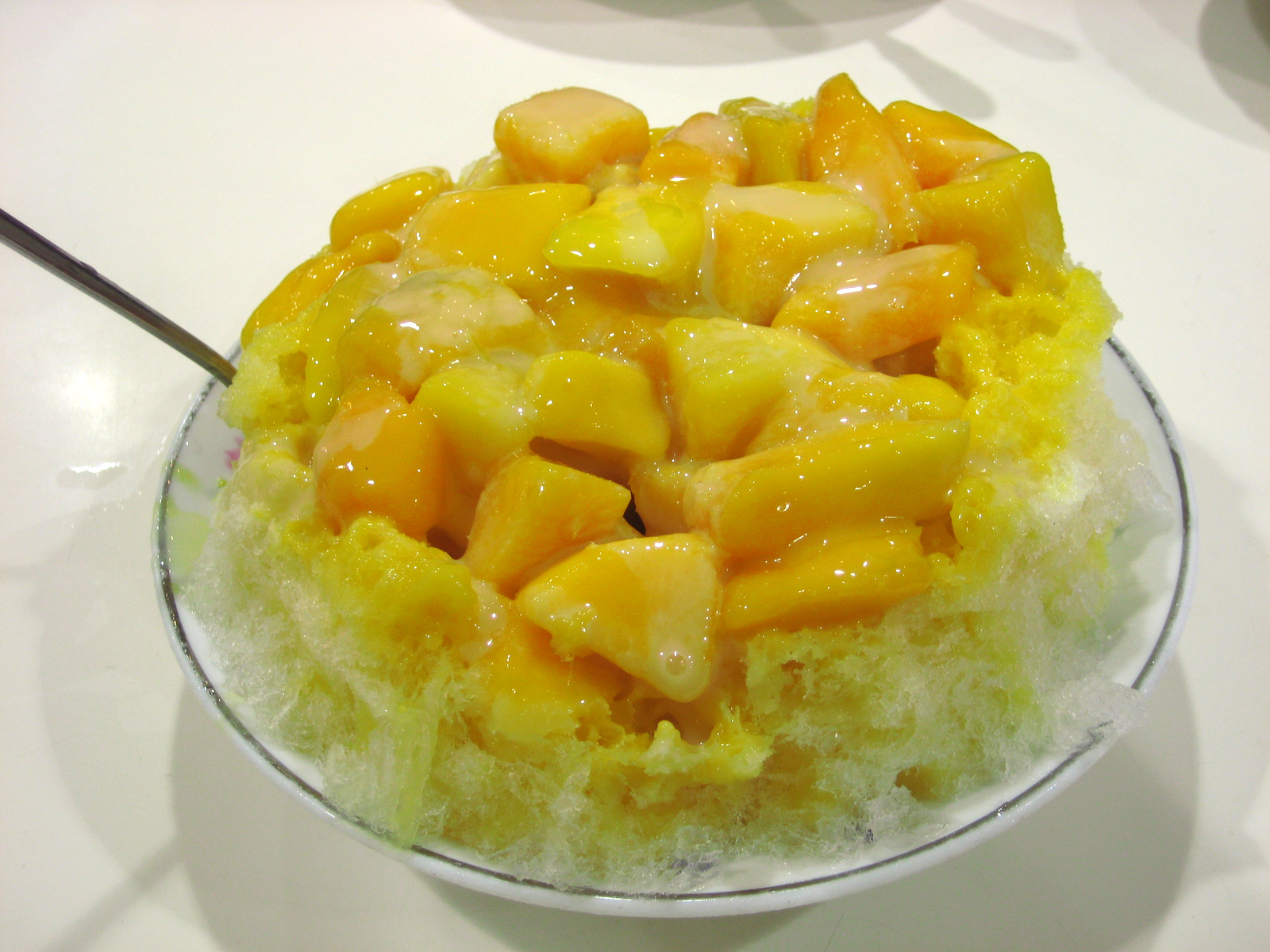

芒果冰，台灣的一種冰品。有別於傳統的刨冰加入粉圓、芋圓、仙草凍等，芒果冰是以新鮮的芒果、煉乳、芒果冰淇淋覆蓋在剉冰或綿綿冰上面，清涼解暑。許多地方的傳統冰店都有販賣芒果冰或各式水果冰。
異於芒果冰沙，芒果冰中的芒果通常切成小塊狀鋪於剉冰上，而芒果冰沙則是將芒果果肉攪碎後混入冰品中食用。此種食用方式的起源已不可考，惟據推測，可能與果農在農務管理中所採取的疏果作業有關。為集中養分至少數果實，提高果品品質，農民會將部分未成熟的芒果提前摘除。由於這些青芒果酸澀難食，棄之又覺可惜，遂發展出以鹽水浸泡、加糖醃漬的加工方式。經過處理後，原本風味平平的青芒果轉化為酸甜可口的零食，滋味清新，頗受歡迎，並因其口感如戀愛般酸甜，故有「情人果」之雅稱。
台灣的芒果冰品受觀光客與國人喜愛。根據CNN和旅遊雜誌調查，台灣芒果冰獲選世界最好吃的甜點之一，根據OpView網路調查，芒果冰品也是網路討論度最高的冰品之一。

## 外部連結
- 芒果冰 - Google 圖片搜尋
- 檬果、芒果，和芒果冰的關係 （页面存档备份，存于）